# Mürz
Mürz je řeka ve Štýrsku v Rakousku o délce cca 98 km. Její povodí činí 1505 km². Mürz začíná na soutoku řek Stille Mürz  a Kalte Mürz u Freinu v obci Neuberg an der Mürz, soutok leží na hranici Štýrska s Dolními Rakousy. Řeka protéká Mürzzuschlagem. Podél dolního toku vede trať rakouské Jižní dráhy a rychlostní silnice S6 (Semmering Schnellstraße). Mürz se vlévá do Mury u Brucku (Mostu nad Murou).